# Mala Punica
Mala Punica è un complesso vocale-strumentale internazionale specializzato nell'esecuzione della musica medioevale.

## Storia
Costituito nel 1987 da Pedro Memelsdorff con Kees Boeke e Giulio Capocaccia, si specializzò fin dall'inizio nell'esecuzione di un repertorio poco esplorato quale era quello della musica del XIV secolo e dell'Ars subtilior.

## Componenti del gruppo

### Componenti attualmente attivi (2018)
- Barbara Zanichelli, soprano
- Anne-Kathryn Olsen, soprano
- Federica Napoletani, soprano
- Marketa Cukrová, mezzosoprano
- Gianluca Ferrarini, tenore
- Raffaele Giordani, tenore
- Riccardo Pisani, tenore
- Helena Zemanová, viella da braccio
- José Manuel Navarro, viella da braccio
- Pablo Kornfeld, organo positivo, échequier
- David Catalunya, échequier, organo positivo
- Guillermo Perez, organetto
- Felix Stricker, tromba da tirarsi
- Pedro Memelsdorff, flauto e direzione

### Altri componenti
- Alessandro Carmignani, controtenore
- Kees Boeke, flauto e viella da gamba
- Jill Feldman, soprano
- Karl-Ernst Schroeder (†), liuto
- Christophe Deslignes, organetto
- Mara Galassi alias Valentina Visconti, arpa
- Giuseppe Maletto, tenore
- Thomas Baeté, viella da gamba
- Svetlana Fomina, viella da braccio
- Maxine Eilander, arpa
- Pascal Bertin, controtenore
- Sabine Lutzenberger, soprano
- Lavinia Bertotti, soprano
- Arianna Savall, arpa
- Amandine Beyer, viella da braccio
- Jane Achtman, viella da gamba
- Angélique Mauillon, arpa
- Tina Aagaard, soprano
- Laura Fabris, soprano

## Discografia
- 1994 - Ars Subtilis Ytalica. Polyphonie pseudo-française en Italie (Arcana)
- 1995 - D'Amor ragionando. Ballades du neo-Stilnovo en Italie, 1380-1415 (Arcana)
- 1996 - En attendant (Arcana)
- 1997 - Missa cantilena. Contrafactures liturgiques en Italie, 1380-1410 (Erato)
- 1998 - Sidus Preclarum. The complete motets of Johannes Ciconia, 1370-1412 (Erato)
- 2000 - Hélas Avril. Les chansons de Matteo da Perugia (Erato)
- 2002 - Narcisso Speculando. I madrigali di Don Paolo da Firenze (Harmonia Mundi)
- 2007 - Faventina. The liturgical music of Codex Faenza (Naïve Records)

### Premi e riconoscimenti
- Ars Subtilis Ytalica: Diapason d'Or, 10 de Répertoire, Premio annuale della critica belga Caecilia 1994-'95
- D'Amor ragionando: Diapason d'Or, 10 de Répertoire, Choc du Monde de la Musique
- En attendant: Diapason d'Or, 10 de Répertoire, Choc du Monde de la Musique, nomination Amadeus 1998
- Missa cantilena: Diapason d'Or, 10 de Répertoire, Opéra international, Platine Timbre, Premio annuale Antonio Vivaldi della Fondazione Cini 1997, ffff de Télérama, Premio annuale polacco Studio 1997, Diapason d'Or de l'Année 1997,
- Sidus Preclarum: Diapason d'Or, 10 de Répertoire, Choc du Monde de la Musique, "Disque du mois" Classica, nomination Amadeus 1999, Premio annuale polacco Studio 1997, Premio annuale della critica belga Caecilia 1998
- Hélas Avril: Diapason d'Or, 10 de Répertoire, Choc du Monde de la Musique, "Disque du mois" Classica, nomination Premio Antonio Vivaldi della Fondazione Cini 2001, nomination Cannes Classical Award 2001
- Narcisso Speculando: Diapason d'Or, 10 de Répertoire, Choc du Monde de la Musique, "Disque du mois" Classica, 10 of Luister, E de Scherzo, Preis der deutscher Schallplattenkritik, nomination Amadeus 2003, Diapason d'Or de l'année 2001-2002, Cannes Classical Award 2003
- Faventina: Diapason d'Or, Best medieval recording 2007 di Radio Activity (USA), Les 10/10 du Mois di Classics Today France, Diapason d'Or de l'année 2008